# Étienne Marc Quatremère
Étienne Marc Quatremère, född den 12 juli 1782 i Paris, död där den 18 september 1857, var en fransk orientalist. 
Quatremère var en av sin tids mest framstående orientalister och kännare av arabiska, persiska, turkiska, syriska och koptiska litteraturerna. Han blev professor i grekiska språket vid fakulteten i Rouen 1809, medlem av Institut de France 1815, professor i hebreiska och syriska vid Collège de France 1819 och därjämte professor i persiska vid École des langues orientales vivantes 1833.
Quatremères främsta arbeten är Recherches historiques et critiques sur la langue et la littérature de l'Égypte (1808), Mémoires géographiques et historiques sur l'Égypte (2 band, 1811), Histoire des sultans mamlouks de l'Égypte par . . . Makrizi (översatt med noter; 2 band, 1837-1841), Histoire des mongols en Perse, par Rachid-ed-din (utgiven på persiska i "Collection orientale", band I, 1836), Chrestomatie en turc oriental (1842), Prolégomènes d'Ebn-Khaldoun (utgiven på arabiska 1858) och Mélanges d'histoire et de philologie orientales (utgiven av Barthélemy-Saint-Hilaire, 1861).